# Tamar av Kartli
Tamar av Kartli, född 1696, död 1746, var regerande drottning av Kartli 1744-1746. 
Hon gifte sig 1712 med kung Teimuraz II av Kartli. 